# Trittau
Trittau är en kommun och ort i Kreis Stormarn i det tyska förbundslandet Schleswig-Holstein. Trittau, som för första gången nämns i ett dokument från år 1239, har cirka 9 000 invånare.
Kommunen ingår i kommunalförbundet Amt Trittau tillsammans med ytterligare nio kommuner.